# Siphiwe Lusizi
Siphiwe Lusizi (* 8. Mai 1989 in Mdantsane) ist ein südafrikanischer Boxer.

## Amateurkarriere
Siphiwe Lusizi gewann 2009 eine Bronzemedaille im Weltergewicht bei der Afrikameisterschaft in Vacoas und 2011 ebenfalls eine Bronzemedaille im Weltergewicht bei den Afrikaspielen in Maputo.
Im Mai 2012 erkämpfte er bei der afrikanischen Olympiaqualifikation in Casablanca einen Startplatz für die Olympischen Spiele 2012 in London, wo er im Achtelfinale gegen Gabriel Maestre ausschied und damit einen neunten Platz erreichte.
2014 gewann er die Goldmedaille im Mittelgewicht beim Afrika-Cup in East London.
Darüber hinaus war er Teilnehmer der Weltmeisterschaft 2009 in Mailand (Vorrunde), der Commonwealth Games 2010 in Neu-Delhi (Vorrunde), der Commonwealth Games 2014 in Glasgow (Viertelfinale) und der Afrikameisterschaften 2011 in Yaoundé (Viertelfinale).

## Profikarriere
Von August 2015 bis Dezember 2016 gewann er fünf Kämpfe in Folge, ehe er seine Karriere vorläufig beendete. Im Oktober 2021 gab er ein Comeback, verlor jedoch durch TKO gegen Junior Makondo.